# Prologues
Pour les articles homonymes, voir Prologue.
Pour plus de détails, voir Fiche technique et Distribution.
Prologues (Footlight Parade, Parade des feux de la rampe, en anglais) est un film musical américain réalisé par Lloyd Bacon et Busby Berkeley, sorti en 1933.

## Synopsis
À l'avènement du cinéma parlant, Chester Kent, producteur et metteur en scène de spectacles musicaux, se retrouve sans travail. Il décide alors de monter des prologues destinés à passer en première partie des films. Mais une espionne introduite parmi les chorus girls lui vole systématiquement ses idées pour les revendre à une firme concurrente. Le film se termine par l'enchaînement de trois « prologues » chorégraphiques montés par Busby Berkeley : Honeymoon Hotel (L'hôtel des lunes de miel), By a Waterfall (près d'une chute d'eau) qui demanda la participation de 300 chorus girls, et Shanghai Lil (dont le cadre est une maison de plaisir chinoise).

## Fiche technique
- Titre français : Prologues[1]
- Titre original : Footlight Parade
- Réalisation : Lloyd Bacon et Busby Berkeley (pour les parties chorégraphiques)
- Scénario : James Seymour et Manuel Seff d'après une histoire de Robert Lord et Peter Milne
- Dialogues : William Keighley
- Producteur : Robert Lord (non crédité)
- Société de production : Warner Bros. Pictures et The Vitaphone Corporation
- Société de distribution : Warner Bros. Pictures
- Direction musicale : Leo F. Forbstein
- Arrangements musicaux : Ray Heindorf
- Chorégraphe : Busby Berkeley
- Photographie : George Barnes
- Montage : George Amy
- Direction artistique : Anton Grot et Jack Okey
- Costumes : Milo Anderson
- Pays de production :  États-Unis
- Format : Noir et blanc - Son : Mono
- Genre : Film musical et comédie romantique
- Durée : 104 minutes
- Dates de sortie : 
  - États-Unis : 30 septembre 1933 (première), 21 octobre 1933 (sortie nationale)
  - France : 5 janvier 1934
- Affiche : Jacques Bonneaud (France)

## Distribution
- James Cagney : Chester Kent
- Joan Blondell : Nan Prescott
- Ruby Keeler : Bea Thorn

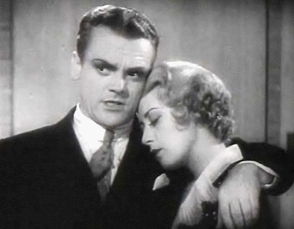
James Cagney et Joan Blondell

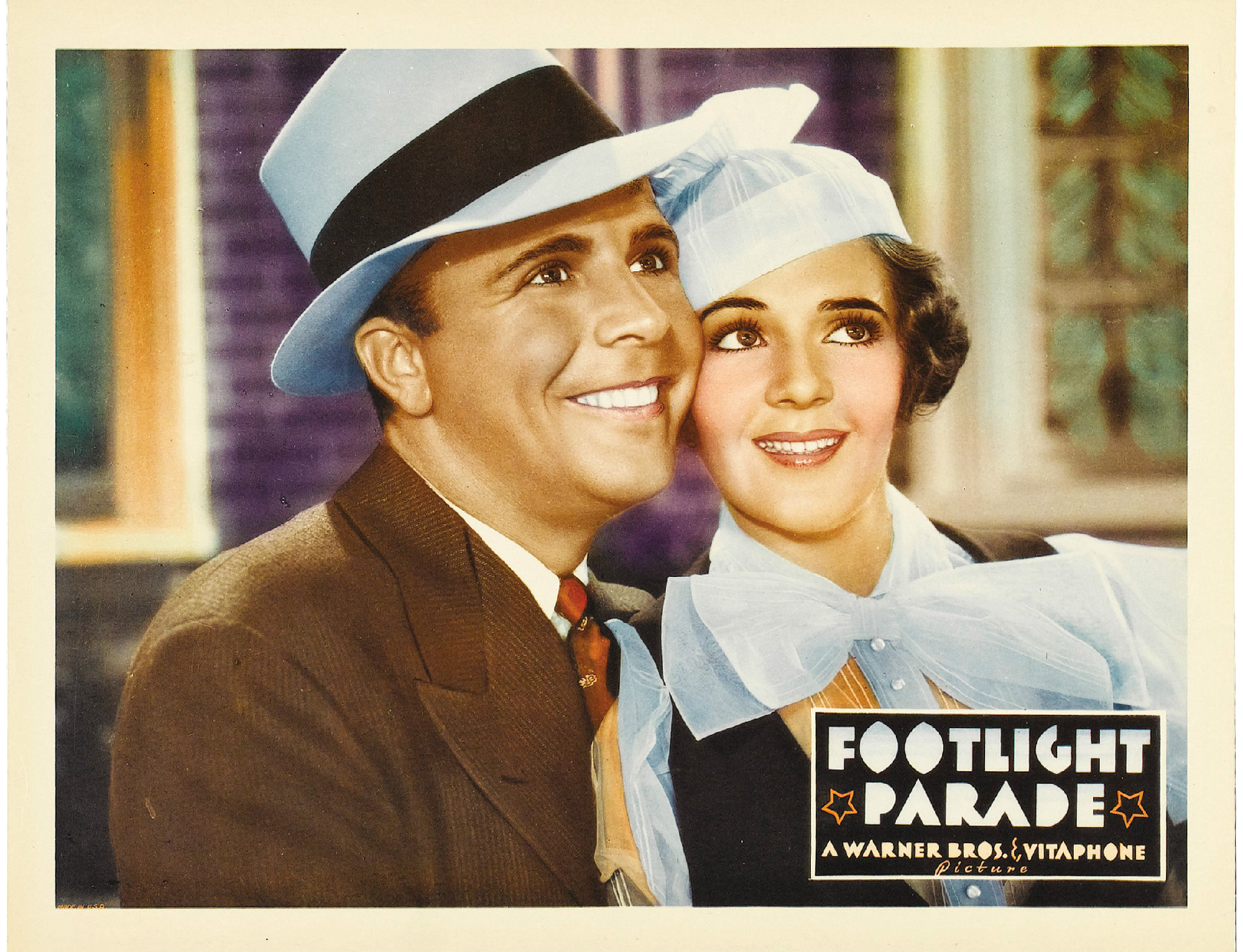
Carte promotionnelle du film.

- Dick Powell : Scott « Scotty » Blair
- Frank McHugh : Francis, le chorégraphe
- Guy Kibbee : Silas « Si » Gould
- Ruth Donnelly : Harriet Bowers Gould
- Hugh Herbert : Charlie Bowers
- Claire Dodd : Vivian Rich
- Gordon Westcott : Thompson
- Arthur Hohl : Al Frazer
- Renee Whitney : Cynthia Kent
- Barbara Rogers : Gracie
- Paul Porcasi : George Apolinaris
- Philip Faversham : Joe
- Herman Bing : Fralick, directeur musical

Et, parmi les acteurs non crédités :
- Billy Barty : Mouse / Petit garçon
- Jimmy Conlin : l'oncle (numéro Honeymoon Hotel)
- Fred Kelsey : le détective (numéro Honeymoon Hotel)
- Dorothy Lamour, Jean Rogers, Ann Sothern, Claudia Drake, Nancy Nash : Chorus Girls
- Lee Moran : Mac, le directeur de danse
- Charles C. Wilson : un policier

## Chorégraphie
Quatre « prologues » intégraux sont présentés dans le film avec une chorégraphie originale de Busby Berkeley :
- Cats, dans lequel les danseurs sont déguisés en chats ;
- Honeymoon Hotel (L'hôtel des lunes de miel), sur une musique de Harry Warren et des paroles d'Al Dubin ;
- Shanghai Lil, qui a pour cadre un établissement de plaisir chinois, sur une musique de Harry Warren et des paroles d'Al Dubin ;
- By a Waterfall (près d'une chute d'eau), qui demanda la participation de 300 chorus girls, sur une musique de Sammy Fain et des paroles d'Irving Kahal. L'arrangement chorégraphique extravagant de Busby Berkeley donne une idée du talent, de l'imagination, et du sens de la démesure du chorégraphe. Il utilise tout ce que la technique de l'époque permet : plans aériens, caméras en mouvements, zooms. Le ballet nautique permet de construire des motifs élaborés tels que des fleurs, des cristaux de neiges ou des figures géométriques et même un gigantesque et inquiétant serpent en mouvement[2]. Il a utilisé une piscine de 40 x 80 pieds (12,2 x 24,4 mètres) avec des parois et un plancher de verre. 100 chorus-girls se sont entraînées pendant deux semaines pour réaliser les figures qui ont exigé un tournage de 6 jours et 76.000 litres d'eau par minute[3].

## Autour du film
- Prologues a été sélectionné par le National Film Registry pour être conservé à la Bibliothèque du Congrès aux États-Unis pour son « importance culturelle, historique ou esthétique » en 1992[4].
- Le film a bénéficié d'une réédition en DVD en 2013 dans la collection "Les trésors Warner, forbidden Hollywood, films inédits de l'ère pré-code".